# Yrjö Hietanen
Yrjö Jalmari Hietanen (ur. 12 lipca 1927 w Helsinkach, zm. 26 marca 2011 tamże) – fiński kajakarz. Dwukrotny złoty medalista olimpijski z Helsinek.
Brał udział w dwóch igrzyskach (IO 52, IO 56). W 1952 roku, przed własną publicznością, wywalczył dwa złote medale w dwójkach. Partnerował mu Kurt Wires. Cztery lata później wspólnie z Simo Kuismanenem zajął siódme miejsce na dystansie 10 000 metrów.